# Жапалів
Жапалів (Запалів; пол. Zapałów) — село в Польщі, у гміні В'язівниця Ярославського повіту Підкарпатського воєводства.
Населення — 1333 особи (2011), у тому числі 701 жінка та 660 чоловіків.

## Історія
15 червня 1934 р. село передане з Любачівського повіту до Ярославського.
В 1944-46 роках 146 сімей (632 особи) української громади були виселені до населених пунктів Тернопільської, Львівської та Волинської областей УРСР. Всього було покинуто 136 будинків..
У 1975—1998 роках село належало до Перемишльського воєводства.

## Демографія
Демографічна структура станом на 31 березня 2011 року:
|          | Загалом | Допрацездатний вік | Працездатний вік | Постпрацездатний вік |
| -------- | ------- | ------------------ | ---------------- | -------------------- |
| Чоловіки | 649     | 168                | 424              | 57                   |
| Жінки    | 684     | 151                | 403              | 130                  |
| Разом    | 1333    | 319                | 827              | 187                  |

## Пам'ятки
В селі знаходиться православна церква Косьми і Дем'яна.